# Толедо (тайфа)
Тайфа Толедо (исп. Taifa de Toledo) — средневековое мусульманское государство в центре современной Испании, существовавшее в 1010-1085 годах. Затем большая часть территории тайфы была подчинена Кастилии. Столицей тайфы был город Толедо — бывшая столица вестготского королевства, завоёванного арабами в VIII веке.
После распада Кордовского халифата власть в Толедо, в результате длительной борьбы, захватил берберский клан Зуннунидов из племени Аввара (иногда название этого клана употребляется в арабизированной форме Зу-н-нуи). Первый из эмиров Зуннунидского клана, Исмаил аль-Захир, на некоторое время подчинил себе Кордову — бывшую столицу халифата.
Своего наивысшего могущества тайфа Толедо достигла при сыне Исмаила Яхье аль-Мамуне, который в 1065 году захватил Валенсию.
Однако его внук и преемник Яхья аль-Кадир утратил почти всё, чего добился предшественник. Он был слабым правителем и держался у власти во многом благодаря договору о ненападении с королём Кастилии и Леона Альфонсо VI. Вскоре Яхья был изгнан своими подданными, которые подчинились власти эмира Бадахоса Омара аль-Мутаваккила. В 1084 году Альфонсо восстановил Яхъю на толедском престоле. Эмир расплатился с ним за помощь деньгами и территориальными уступками. Альфонсо посчитал эту плату недостаточной. В следующем году он подступил к Толедо. Хотя крепость считалась неприступной, Яхья в мае 1085 года согласился сдать её при условии передачи ему Валенсии. В дальнейшем он действительно считался номинальным правителем Валенсии, но фактически здесь сначала правили кастильцы, затем Сид Кампеадор. В 1092 году Яхья был убит восставшими валенсийцами.

## Правители тайфы Толедо
- Яисиды
  - Мухаммад ибн Яис (около 1010)
- Масарриды
  - ибн Массара
- Бану Кантир
  - Саид ибн Кантир
  - Абу Умар Ахмад ибн Саид
- Матийиды
  - Абдарахман (1020—1028)
  - Абд аль-Малик (около 1028)
- Яисиды
  - Абу Бакр Яис ибн Мухаммад (?-1031)
- Зуннуниды
  - Исмаил аль-Захир (1032—1043/44)
  - Яхья I аль Мамун (1043/44-1075)
  - Яхья II аль Кадир (1075—1085)